# سربی (ناحیه پلزن-جنوبی)

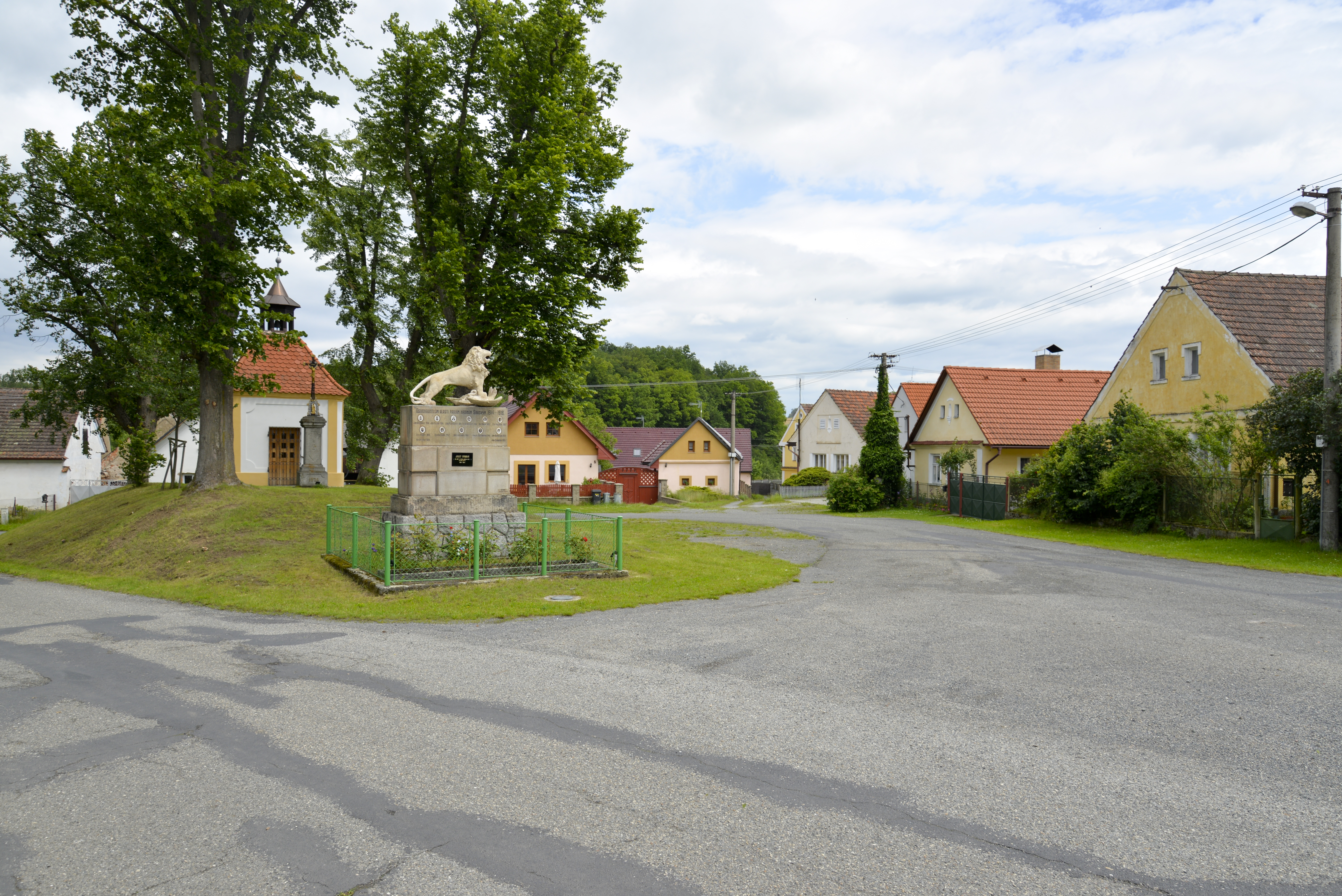
نمایی از «سربی» یک منطقهٔ مسکونی در جمهوری چک

سربی (به چکی: Srby) یک منطقهٔ مسکونی در جمهوری چک است که در Plzeň-South District واقع شده‌است. سربی ۴٫۵۱ کیلومتر مربع مساحت و ۱۵۴ نفر جمعیت دارد و ۴۱۸ متر بالاتر از سطح دریا واقع شده‌است.